# Raspad
Raspad è un film del 1990 diretto da Mikhail Belikov.